# Sven der Kreuzfahrer
Sven Svensøn, genannt der Kreuzfahrer, (dän. Svend Korsfarer; * um 1050 in Dänemark; † 1097 in Kleinasien) war ein dänischer Prinz und Teilnehmer des Ersten Kreuzzugs.
Er war ein Sohn des dänischen Königs Sven Estridsson. Er war mit Florine von Burgund, der Tochter des Herzogs Odo I. von Burgund verlobt.
Gemeinsam mit seiner Verlobten begab er sich auf den Ersten Kreuzzug. Als sie mit ihrem Kontingent, das zwei unbekannte Bischöfe und angeblich 1.500 Mann umfasste, 1097 in Konstantinopel eintrafen, war das Hauptheer des Kreuzzugs bereits weitermarschiert. So folgten sie alleine nach Kleinasien und wurden bei der Durchquerung der Ebenen von Kappadokien, möglicherweise bei Philomelion, von einer zahlenmäßig überlegenen Streitmacht der Rum-Seldschuken angegriffen. Sven und Florine wurden bei den Kämpfen getötet.